# Erlenhagen
Erlenhagen is een plaats in de Duitse gemeente Gummersbach, deelstaat Noordrijn-Westfalen, en telt 211 inwoners (2007).